# August Alexander Järnefelt

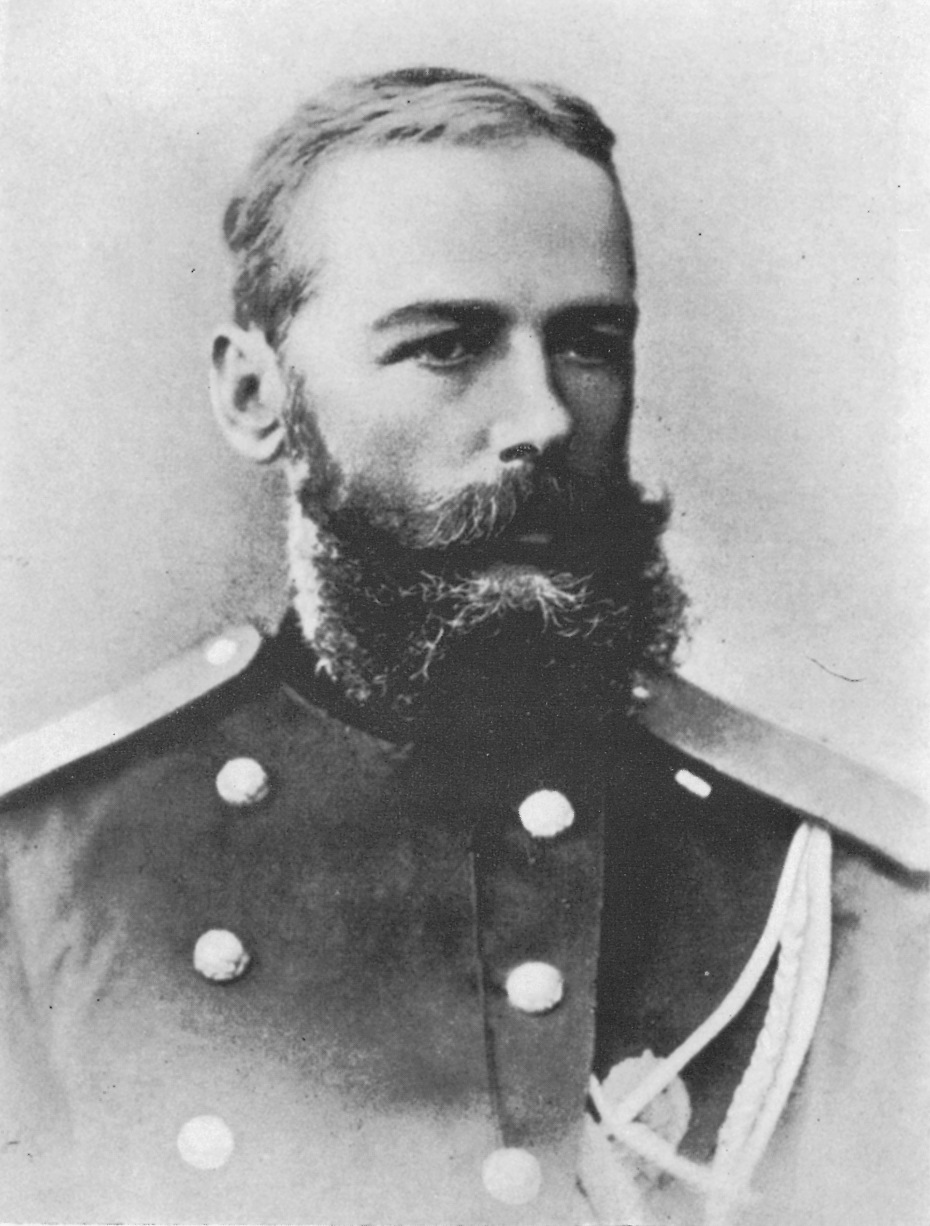
Alexander Järnefelt

August Alexander Järnefelt (* 2. April 1833 in Tohmajärvi; † 15. April 1896 in Helsinki) war ein finnischer General der Kaiserlich Russischen Armee, Topograph und Gouverneur. 

## Leben
Alexander Järnefelt stand in den Diensten des russischen Zaren. Nach einer Ausbildung bei dem Astronomen Wilhelm Struve am Observatorium von Pulkowo bei Sankt Petersburg und wurde 1870 zum Leiter der finnischen Sektion des topographischen Amtes der russischen Armee in Helsinki berufen. Später schlug er eine administrative Laufbahn ein und war nacheinander Gouverneur der Provinzen Mikkeli (1883–1884), Kuopio (1884–1888) und Vasa (1888–1894). 1894 erhielt er im Rang eines Generalleutnants eine Position, die einem Verteidigungsminister von Finnland entspricht.
1858 heiratete Järnefelt die in Sankt Petersburg geborene Elisabeth Clodt von Jürgensburg, Mitglied der baltischen Adelsfamilie Clodt von Jürgensburg, Nichte des Bildhauers Peter Clodt von Jürgensburg und Schwester des Malers Michail Clodt von Jürgensburg. Mehrere ihrer Kinder zählten später zur geistigen Elite Finnlands, so der Übersetzer und Literaturkritiker Kasper Järnefelt, der Schriftsteller Arvid Järnefelt, der Maler Eero Järnefelt und der Komponist Armas Järnefelt. Ihre Tochter Aino wurde die Ehefrau des finnischen Nationalkomponisten Jean Sibelius.